# Parc national de Šumava
Le parc national de la Šumava (Národní park Šumava) est un parc national situé dans la région de Bohême-du-Sud en Tchéquie. Il est le plus grand des parcs nationaux (68 064 ha) du pays. 
Le parc correspond à un massif de montagnes soulevé sous l’effet d’activités tectoniques, aplati, avec un relief parsemé de collines et de vastes plaines qui s’étendent même à l’altitude d’environ 1 000 mètres. C’est le résultat de la glaciation sous forme des restes de cirques glaciaires, de lacs glaciaires et de mers rocailleuses. Il se range parmi les territoires boisés les plus étendus en Europe centrale. Bien que la plupart des arbres n’y soient pas d’origine, la composition de ses forêts est presque naturelle. En dehors des forêts d’épicéas et d'anciennes forêts qui constituent la plus grosse part des biotopes, on y trouve également des biotopes tels que les landes, les tourbières ainsi que des lacs glaciaires. C’est dans la chaîne de montagne de la Šumava que prend sa source la plus longue rivière tchèque, la Vltava.

## Situation
Le parc national est situé dans le sud-ouest du pays. Il se situe à une altitude variant de 600 m (vallée d'Otava, près de Rejštejn) à 1 378 m (au sommet de Plechý). La région déborde en Allemagne, où elle est gérée de manière indépendante par celle-ci, et prend alors le nom de forêt de Bohême. La superficie cumulée des deux parcs couvre 99 624 ha.

## Importance du parc
Le but de la création de la zone protégée est de préserver la vaste diversité, unique en son genre, de tourbières, de forêt d'épicéas et de hêtres, de rivières sauvages et de lacs glaciaires contenus en son sein. 
Il est l'un des plus grands complexes de forêt continue en Europe centrale, souvent appelé « le cœur vert de l'Europe ». Il accueille des dizaines d'espèces en voie de disparition tant végétales qu'animales, telles que le lynx, l'élan, la loutre ou le Grand Tétras. Certaines espèces d'insectes ne se trouvent nulle part ailleurs que dans les tourbières du parc national.

### Histoire de l'acquisition du titre de zones protégées
Vers 1911 apparaissent les premiers efforts pour déclarer le parc naturel en tant que réserve naturelle.
En 1963, la région de Šumava est déclarée région naturelle par les autorités tchécoslovaques avant de devenir, en 1990, une réserve de biosphère de l'UNESCO conjointement avec le parc national de la forêt de Bavière en Allemagne qui lui est contigu. Le gouvernement tchécoslovaque lui accorde le statut de parc national en 1991.
En 2004, le parc national est classé dans le réseau Natura 2000 au titre des directives oiseaux et habitats.

### Protection du territoire
Le concept de protection et de non-intervention dans le parc national a été établi par la loi sur la protection de la nature et du paysage n°114/92 et n° 163/1991. Selon le §2 de ce règlement, la mission du parc est de préserver et améliorer l'environnement naturel - y compris la protection et la restauration des systèmes naturels dans leurs fonctions originelles - une protection stricte de la faune et de la flore sauvages, le maintien de la caractéristique du paysage, la mise en œuvre des objectifs scientifiques et éducatifs, ainsi que la gestion touristique du parc national sans détérioration de l'environnement naturel. Les fonds du parc national ne peuvent être utilisés que pour la préservation et l'amélioration des conditions naturelles.

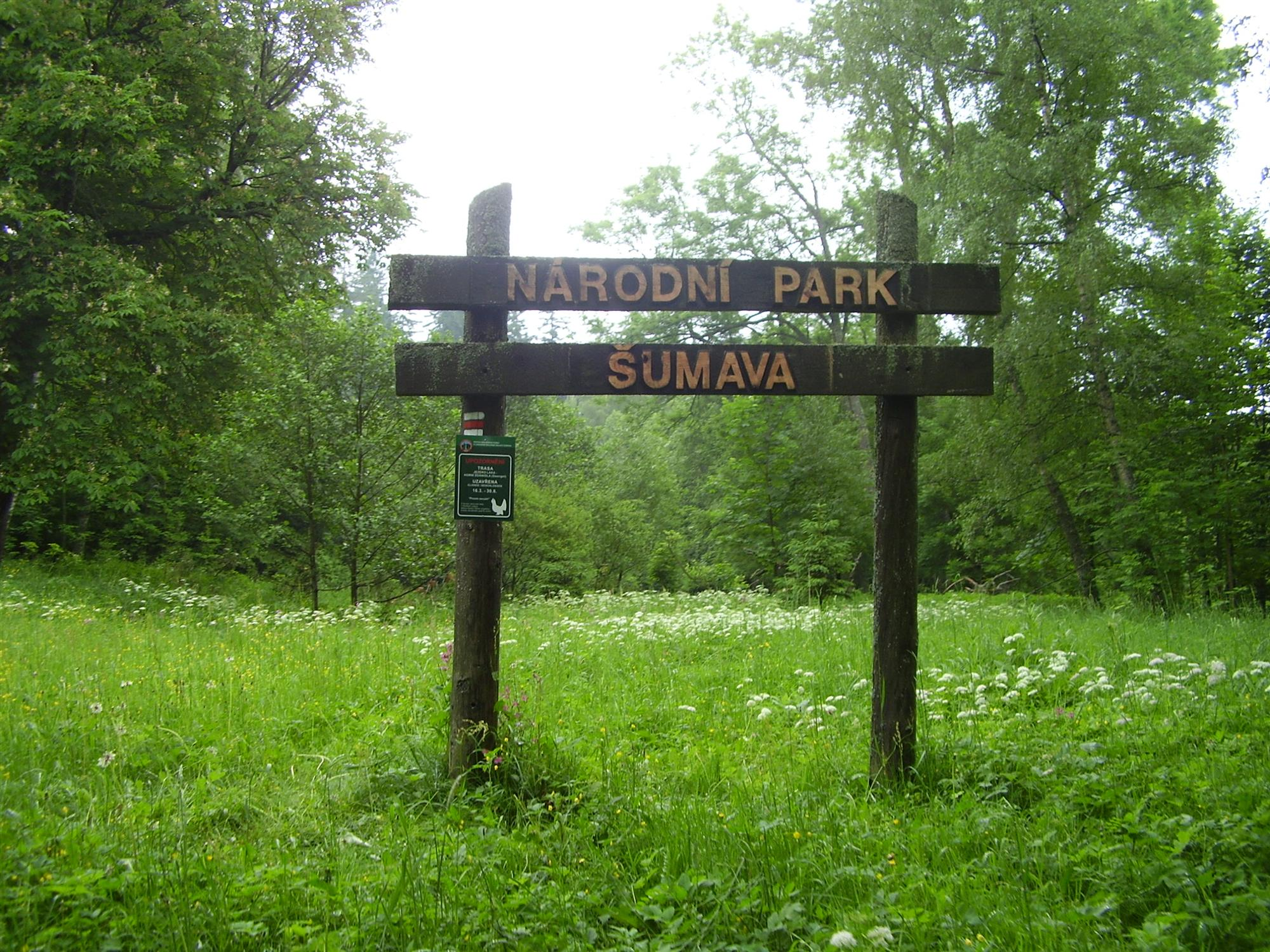
Inscription accueillant les visiteurs dans le parc.

Les conditions de protections divisent le parc en 3 degrés de protection. La répartition en zones est considérée comme le moyen nécessaire à la restauration écologique du paysage.
- Zone I - Nature « pure », elle comprend les zones les plus précieuses et les plus stables en termes d'écosystèmes naturels - les restes de forêt vierge, les marécages et les tourbières.
- Zone II - Nature contrôlée, elle comprend la majorité des forêts restantes et les autres écosystèmes avec des degrés variables d'un point de vue composition. l'état de la végétation originelle présente est fortement altéré. L'objectif des actions menées dans ces zones est de maintenir l'équilibre naturel et le rapprochement progressif des écosystèmes existants des zones encore fort préservées.
- Zone III - Nature que l'homme a fortement modifiée et où s'est axé le développement humain. L'objectif est de maintenir et de promouvoir l'utilisation de cette zone pour le logement, les services, l'agriculture, le tourisme si toutefois elle ne va pas à l'encontre de la mission de parc national.

La superficie et l'emplacement des zones I ainsi que les règles de passage délivrées par l’administration du parc a été critiquée par les écologistes et le grand public.

### Controverse sur la gestion du parc national
Le parc national a longtemps lutté contre beaucoup de problèmes, dont certains ont été largement politisés à la suite des nombreux débats publics. 

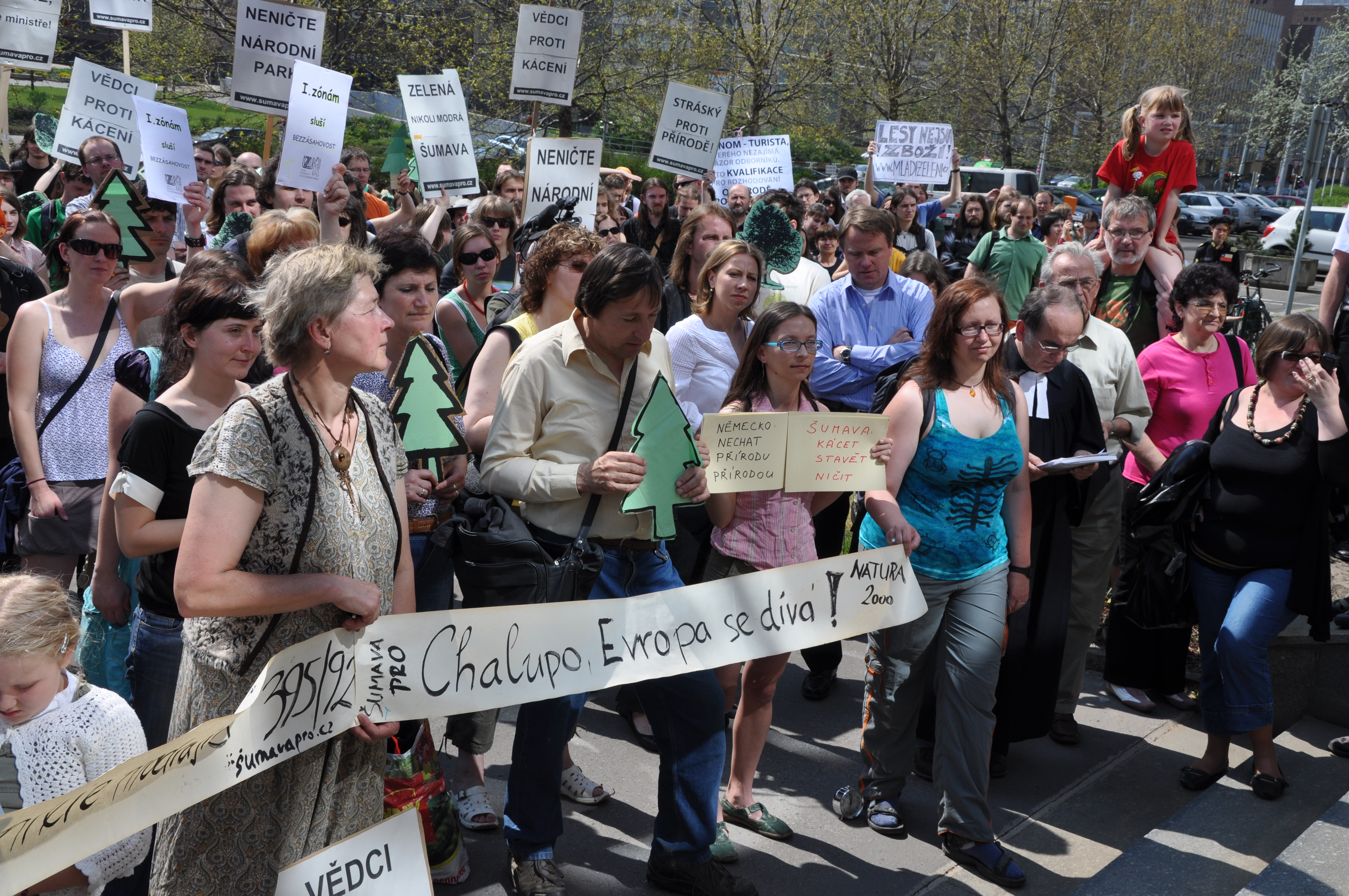
Manifestation contre l'exploitation forestière du parc national devant le ministère de l'environnement

Les problèmes récurrents proviennent particulièrement des ravages d'un insecte faisant partie de la sous-famille des Scolytinae quant à l'intervention ou non à l'encontre de celui-ci, les conflits politiques concernant l'utilisation du bois, la construction de nouveaux centres touristiques, la répartition des 3 différents zonages du parc.
Les doutes se posent surtout sur l'exactitude de l'application de l'interdiction d'exploitation forestière dans les zones de non-intervention.
L'augmentation du taux de chômage dans les zones défavorisées des Šumava inquiète lui aussi.

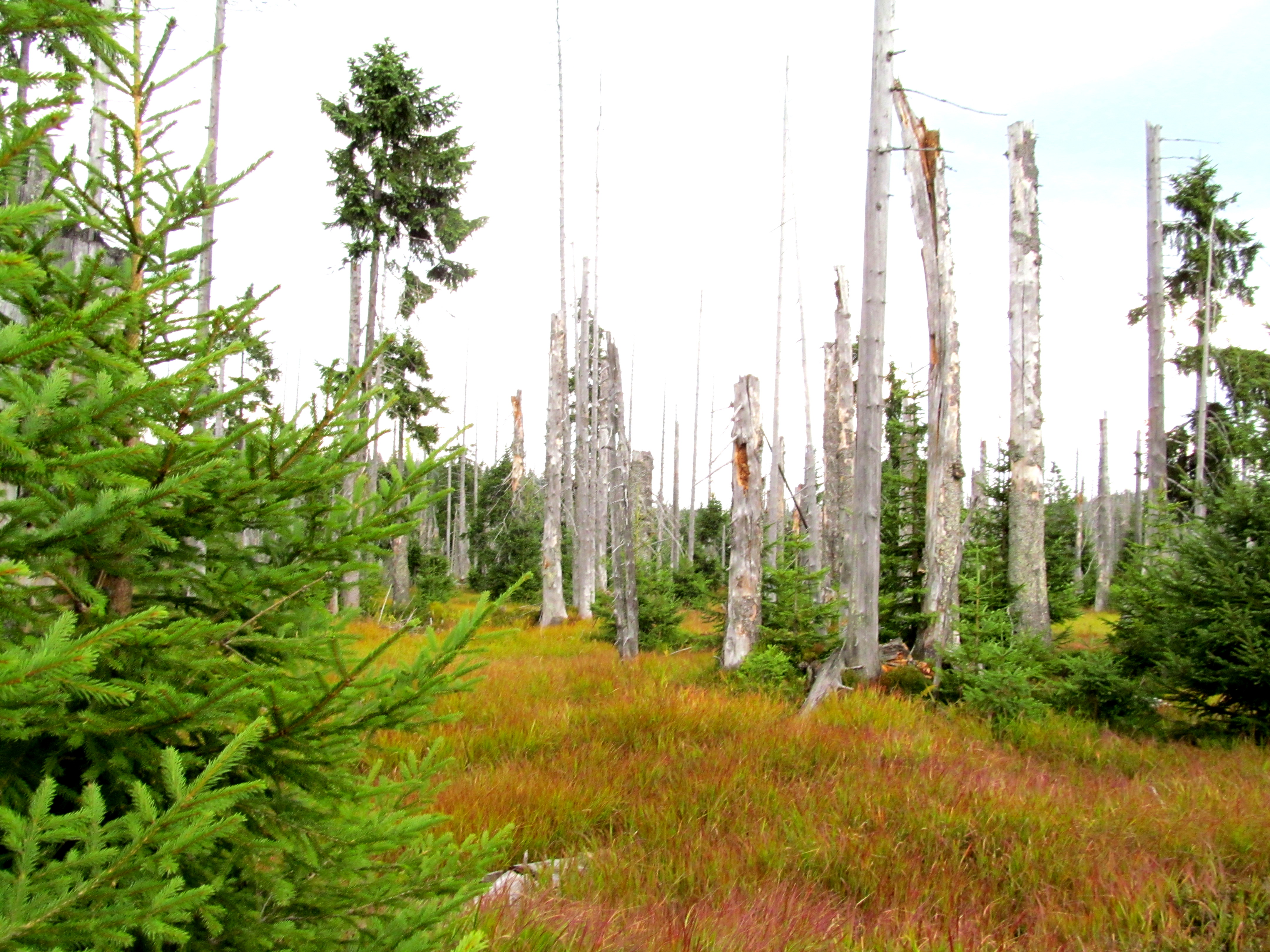
Arbres après le passage du scolyte, un insecte xylophage ainsi que les régénérations déjà présentes

Les répartitions actuelles des zones de non-intervention (jugées non fonctionnelles par certains) et les récentes interventions contre les scolytes dans le passé même dans des zones de niveau I ont été largement critiquées par les écologistes, les scientifiques et les organismes officiels chargés de la protection de la nature au niveau international.

## Nature

### Géologie

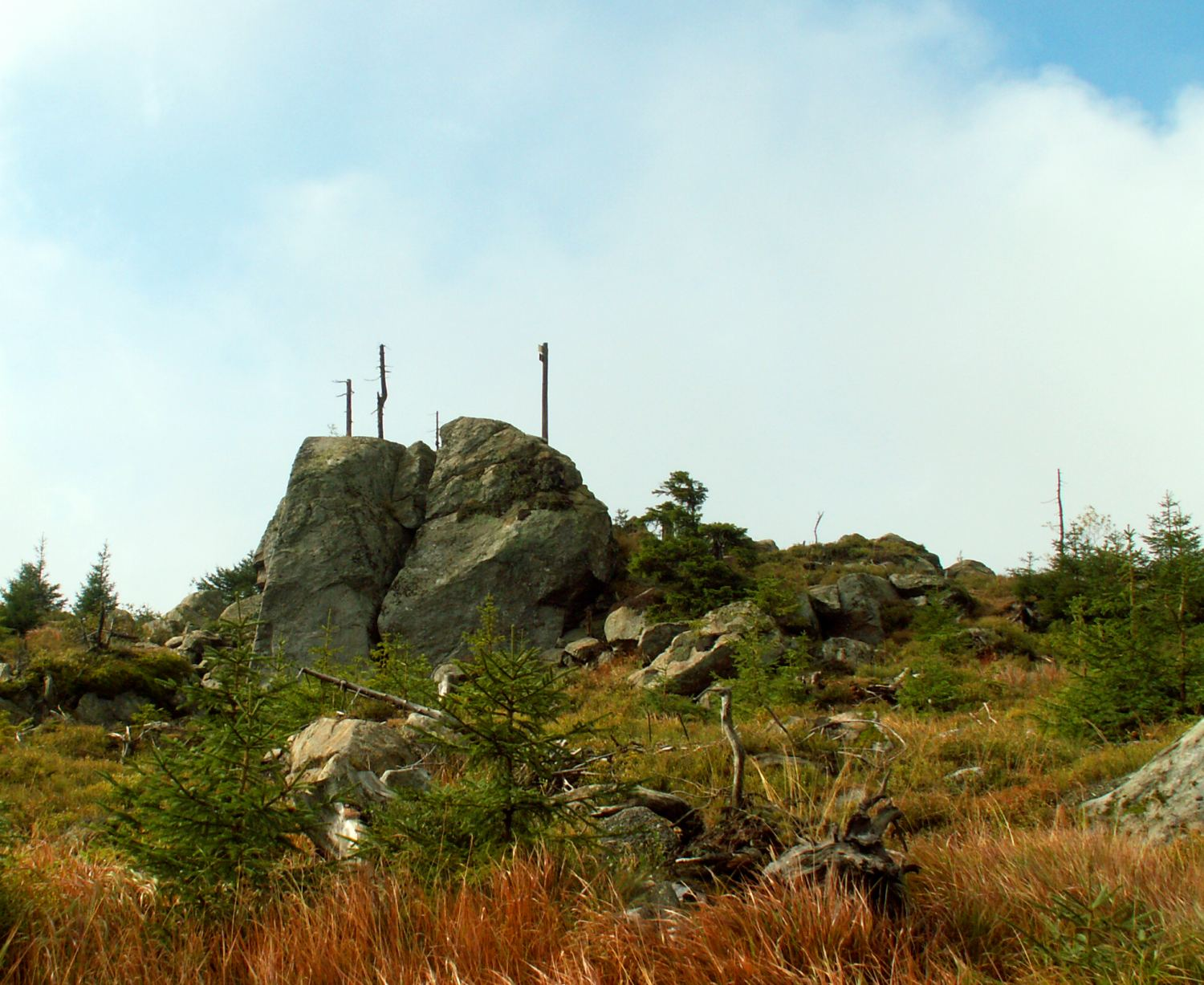
Montagne Oblík

L'exploration géologique du parc est généralement faible. C'est seulement au cours des dernières années qu'a eu lieu d'autres enquêtes montrant que les Šumava présentent une structure complexe de la chaîne varisque transformées en roches cristallines formant la zone moldanubienne.
Le territoire est l'une des plus grandes et plus vieilles chaînes de montagnes en Europe centrale et compte de nombreux vestiges de plates-formes, disposées en plusieurs niveaux atteignant souvent des altitudes supérieures à 1000 mètres. Les Šumava sont principalement constitués de roches métamorphiques et de roches volcaniques (principalement du gneiss et des schistes).
Dans les plus récentes transformations géologiques, les glaciers ont formé le profil des montagnes du parc. Les glaciers ont formé de nombreux cirques et déplacé une grande quantité de matière.

### Hydrographie
L'hydrographie du parc se présente sous le forme de sources, de tourbières, de rivières, de lacs glaciaires et de cours d'eau artificiels.
Le parc est la principale séparation entre la mer du Nord et la mer Noire. L'Elbe prend sa source depuis le Monts des Géants des Šumava, en passant par la Vltava et Otava  pour se jeter dans la mer du Nord. Seule une petite partie du territoire situé à la frontière contribue à alimenter le Danube qui se jettera, lui, dans la mer Noire.
L'ensemble du parc est inclus dans des « zones protégées d'accumulations d'eaux naturelles » (CHOPAV), qui sont garanties pour la prévention  contre la réduction du potentiel en eau, les changements défavorables de la qualité d'eau et l'interférence négative des conditions naturelles.
D'un point de vue climatique, les zones humides, les tourbières et les forêts affectent positivement l'accumulation d'eau dans la région.

#### Rivières

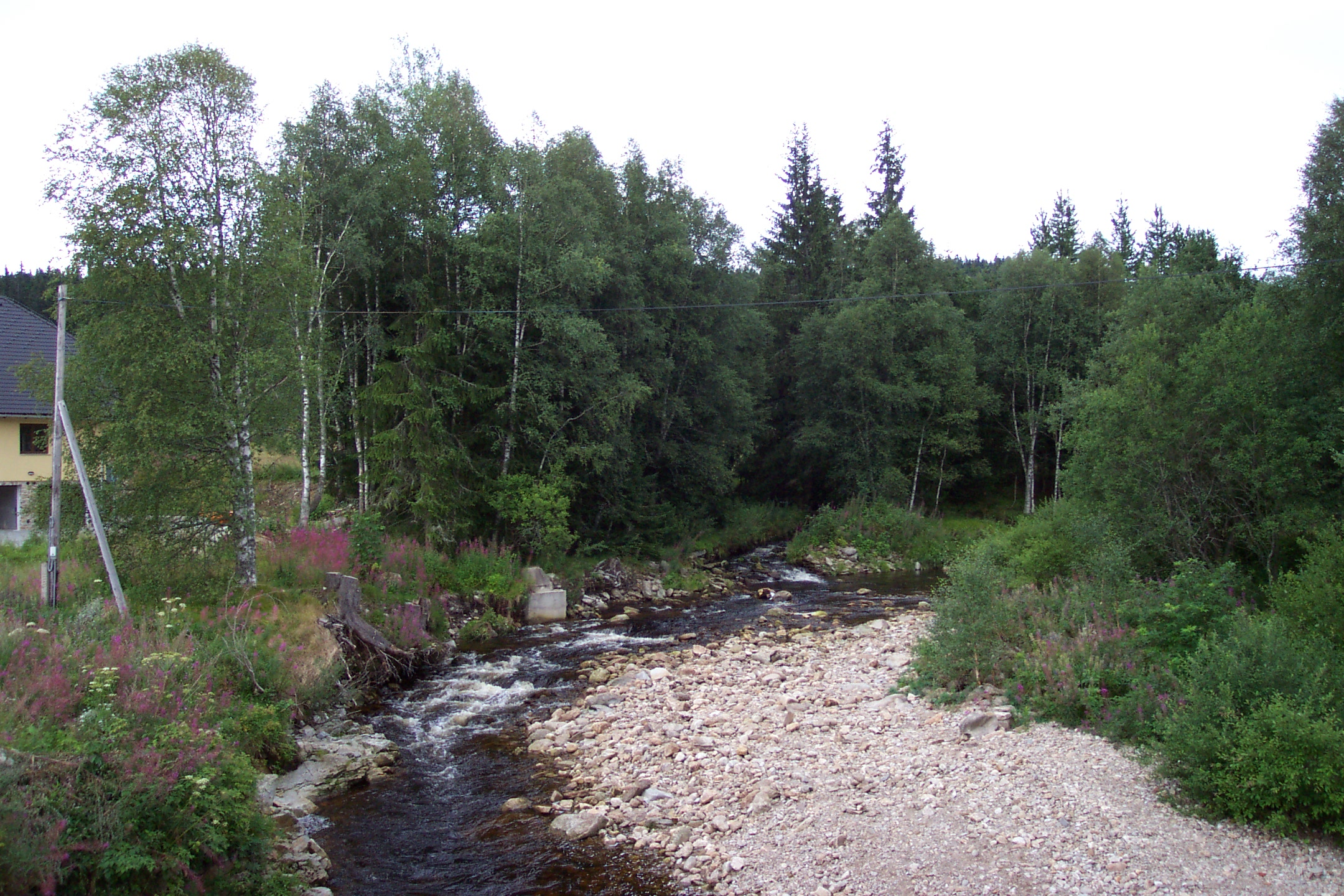
Rivière de Modrava

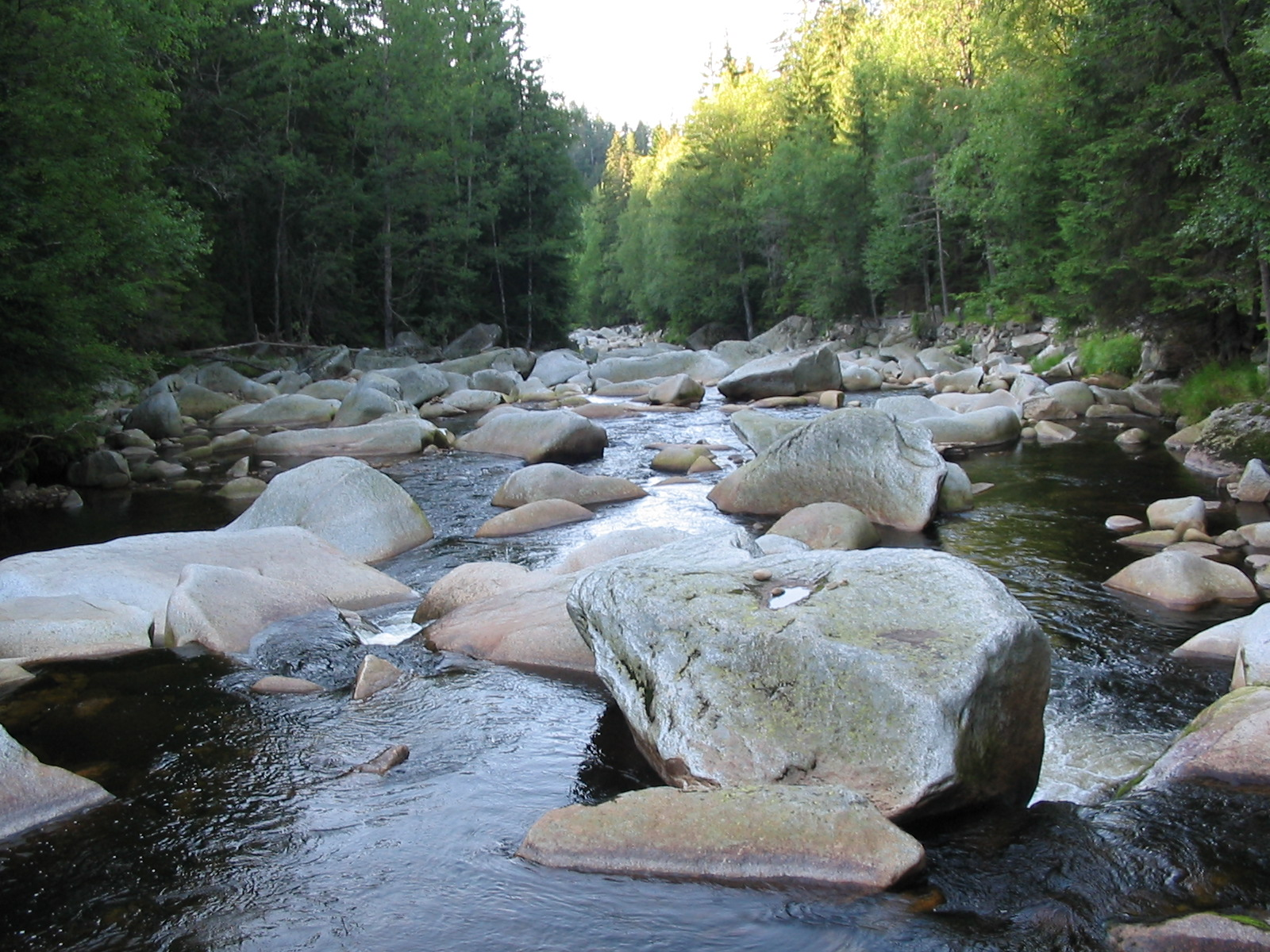
Rivière Vydra

Les nombreuses sources au sein du parc forment de nombreuses rivières comme la rivière de Modrava ou la rivière Vydra. Le long des ruisseaux se forment des canyons et des vallées abruptes. La partie Est du territoire alimente la Vltava, tandis que la partie Nord-ouest, l'Otava.